# Пропионаты
Пропиона́ты — группа химических соединений, соли и эфиры пропионовой кислоты.

## Химические свойства
Щёлочные и щёлочноземельные пропионаты хорошо растворимы в воде и нерастворимы в органических растворителях. Эфиры плохо растворимы в воде, смешиваются с органическими растворителями.

## Применение
Как пищевые добавки используются: пропионат натрия (он же E281), пропионат кальция (E282), пропионат калия (E283).  
Триметилгидразиния пропионат используется как метаболическое средство.
При гормонально-заместительной терапии  для мужчин старшего возраста, у которых наблюдается пониженный уровень мужского полового гормона чаще всего используют не чистый тестостерон, а с добавлением эфиров, в том числе тестостерон пропионат; тестостерон фенил пропионат.

## Примеры
- Пропионат кобальта(II)
- Пропионат серебра